# Yaginumaella ususudi
Yaginumaella ususudi es una especie de araña saltarina del género Yaginumaella, familia Salticidae. Fue descrita científicamente por Yaginuma en 1972.
Habita en Japón.